# Svarte Pelle
Svarte Pelle är en sjö i Filipstads kommun i Värmland och ingår i Göta älvs huvudavrinningsområde.